# دهستان ایماوره
دهستان ایماوره (به لاتین: Imavere Parish) یک دهستان در استونی است که در شهرستان یروا واقع شده‌است.

## خصوصیات
دهستان ایماوره ۱۳۹ کیلومترمربع مساحت و ۱٬۰۲۵ نفر جمعیت دارد.